# Klein Hesebeck
Klein Hesebeck ist ein Ortsteil der Stadt Bad Bevensen im niedersächsischen Landkreis Uelzen.

## Geografie und Verkehrsanbindung
Klein Hesebeck liegt südöstlich der Kernstadt Bad Bevensen an der Landesstraße L 254. Nördlich des Ortes fließt der Röbbelbach, er mündet westlich des Ortes in die Ilmenau, kurz bevor diese den westlich fließenden Elbe-Seitenkanal unterquert.

## Sehenswürdigkeiten

### Baudenkmale
In der Liste der Baudenkmale in Bad Bevensen ist für Klein Hesebeck kein Baudenkmal aufgeführt.